# National Board of Review Awards 1992
La 64ª edizione dei National Board of Review Awards si è tenuta il 22 febbraio 1993.

## Classifiche

### Migliori dieci film
- I protagonisti (The Player), regia di Robert Altman
- Gli amici di Peter (Peter's Friends), regia di Kenneth Branagh
- Gli spietati (Unforgiven), regia di Clint Eastwood
- Americani (Glengarry Glen Ross), regia di James Foley
- Qualcuno sta per morire (One False Move), regia di Carl Franklin
- Casa Howard (Howards End), regia di James Ivory
- La moglie del soldato (The Crying Game), regia di Neil Jordan
- Malcolm X, regia di Spike Lee
- Codice d'onore (A Few Good Men), regia di Rob Reiner
- Bob Roberts, regia di Tim Robbins

### Migliori film stranieri
- Come l'acqua per il cioccolato (Como agua para chocolate), regia di Alfonso Arau
- Tutte le mattine del mondo (Tous les matins du monde), regia di Alain Corneau
- Mediterraneo, regia di Gabriele Salvatores
- Indocina (Indochine), regia di Régis Wargnier
- Lanterne rosse (Da hong deng long gao gao gua), regia di Zhang Yimou

## Premi
- Miglior film: Casa Howard (Howards End), regia di James Ivory
- Miglior film straniero: Indocina (Indochine), regia di Régis Wargnier
- Miglior documentario: Brother's Keeper, regia di Joe Berlinger e Bruce Sinofsky
- Miglior attore: Jack Lemmon (Americani)
- Miglior attrice: Emma Thompson (Casa Howard)
- Miglior attore non protagonista: Jack Nicholson (Codice d'onore)
- Miglior attrice non protagonista: Judy Davis (Mariti e mogli)
- Miglior regista: James Ivory (Casa Howard)
- Premio alla carriera: Shirley Temple